# Elaine Luria

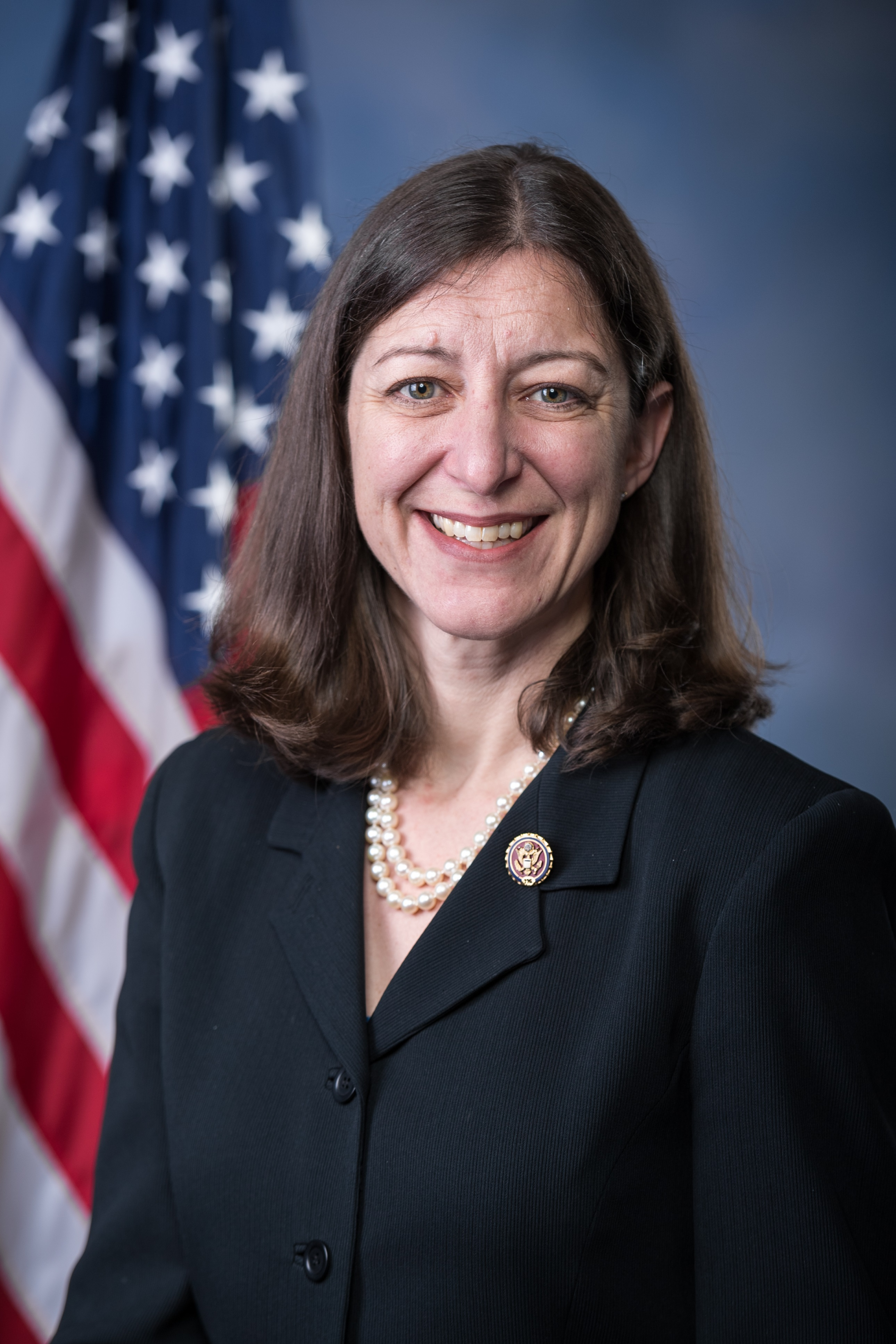
Elaine Luria (2019)

Elaine Goodman Luria (* 15. August 1975 in Birmingham, Jefferson County, Alabama) ist eine US-amerikanische Politikerin der Demokratischen Partei. Von Januar 2019 bis Januar 2023 vertrat sie den zweiten Distrikt des Bundesstaats Virginia im Repräsentantenhaus der Vereinigten Staaten.

## Leben
Luria ist jüdischer Herkunft (siehe: Juden in den Vereinigten Staaten) und wurde am 15. August 1975 in Birmingham im Bundesstaat Alabama geboren. Die Familie ihrer Mutter Michelle war 1906 nach Jasper vom Deutschen Reich und Osteuropa immigriert und hatte Waren an Kohlen-Bergmänner im Walker County verkauft. Ihr Urgroßvater half bei der Gründung einer Gemeinde des Liberalen Judentums in Jasper und die Familie schloss sich dem Temple Emanu-El in Birmingham an, wo Luria aufwuchs. Ihre Mutter und Großmutter waren für das National Council of Jewish Women (ihre Mutter war Präsidentin), Hadassah, dem Temple Emanu-El Sisterhood und die Birmingham Jewish Federation aktiv. Ihre beiden Großmütter dienten in der United States Navy.
Luria schloss die Indian Springs School 1993 und die United States Naval Academy 1997 ab – mit einem Abschluss in Physik und Geschichte und Französisch als Nebenfach. Ab 2004 besuchte sie die Nuclear Power School in Goose Creek im Bundesstaat South Carolina. Während ihrem Dienst in der United States Navy war sie auf der Blue Ridge tätig. Sie erhielt den Master in Wirtschaftsingenieurwesen an der Old Dominion University. Ihr Mann Robert Blondin ist ein ehemaliger Kommandant, der 27 Jahre für die United States Navy tätig war.

## Militärische Karriere
Luria war über 20 Jahre als Offizier der United States Navy und Ingenieurin bei Kernreaktoren tätig. Sie ist die erste Frau, die ihre gesamte Dienstzeit auf einem Kriegsschiff verbrachte. Zu Beginn diente sie auf der O’Brien, einen Zerstörer. Dort war sie für die BGM-109 Tomahawk zuständig und beaufsichtigte eine Abteilung von 15 Personen. Sie wurde Reactor Controls Division Officer auf der Harry S. Truman, einem Flugzeugträger, der im Mittleren Osten eingesetzt wurde. Dann war sie auf dem Kreuzer Anzio und später Koordinator in der United States Fleet Forces Command, wo sie Aufsicht über die Dwight D. Eisenhower hatte. Zuletzt kommandierte sie von 2014 bis 2017 die Assault Craft Unit TWO mit 400 Seeleuten.

## Politische Karriere
Bei den Wahlen 2018 kandidierte Luria für den zweiten Sitz des Bundesstaates Virginia im Repräsentantenhaus der Vereinigten Staaten. In der Vorwahl der Demokratischen Partei gewann sie mit 62 Prozent gegen Karen Mallard und bei den allgemeinen Wahlen am 6. November 2018 schlug sie den Republikaner Scott Taylor, der den zweiten Sitz bis dahin innegehabt hatte, mit 51,1 Prozent der Stimmen. Sie konnte ihren Sitz bei der Wahl 2020 erneut gewinnen, sie besiegte erneut Taylor und den unabhängigen David Bruce Foster mit 51,6 % der Stimmen.
Die Primary (Vorwahl) ihrer Partei für die Wahlen 2022 wurden mangels Mitbewerbern abgesagt und sie kampflos zur erneuten Kandidatin bestimmt. Sie trat dadurch am 8. November 2022 gegen Jen Kiggans von der Republikanischen Partei an. Sie konnte die Wahl mit 47,9 % der Stimmen nicht für sich entscheiden und schied dadurch am 3. Januar 2023 aus dem Repräsentantenhaus aus.

### Ausschüsse
Luria war zuletzt Mitglied in folgenden Ausschüssen des Repräsentantenhauses:
- Committee on Armed Services, (Vize-Vorsitz)
  - Readiness
  - Seapower and Projection Forces
- Committee on Homeland Security
  - Transportation and Maritime Security
- Committee on Veterans’ Affairs
  - Disability Assistance and Memorial Affairs (Vorsitz)
  - Oversight and Investigations
- Select Committee to Investigate the January 6th Attack

Außerdem war sie Mitglied in der New Democrat Coalition sowie in 31 weiteren Caucuses.